# مگس‌عقرب معمولی
مگس‌عقرب معمولی (Panorpa communis) گونه‌ای مگس عقربی معمولی است که در اروپای غربی زندگی می‌کند. پهنای بال این مگس‌عقرب ۳۵ میلی‌متر است.

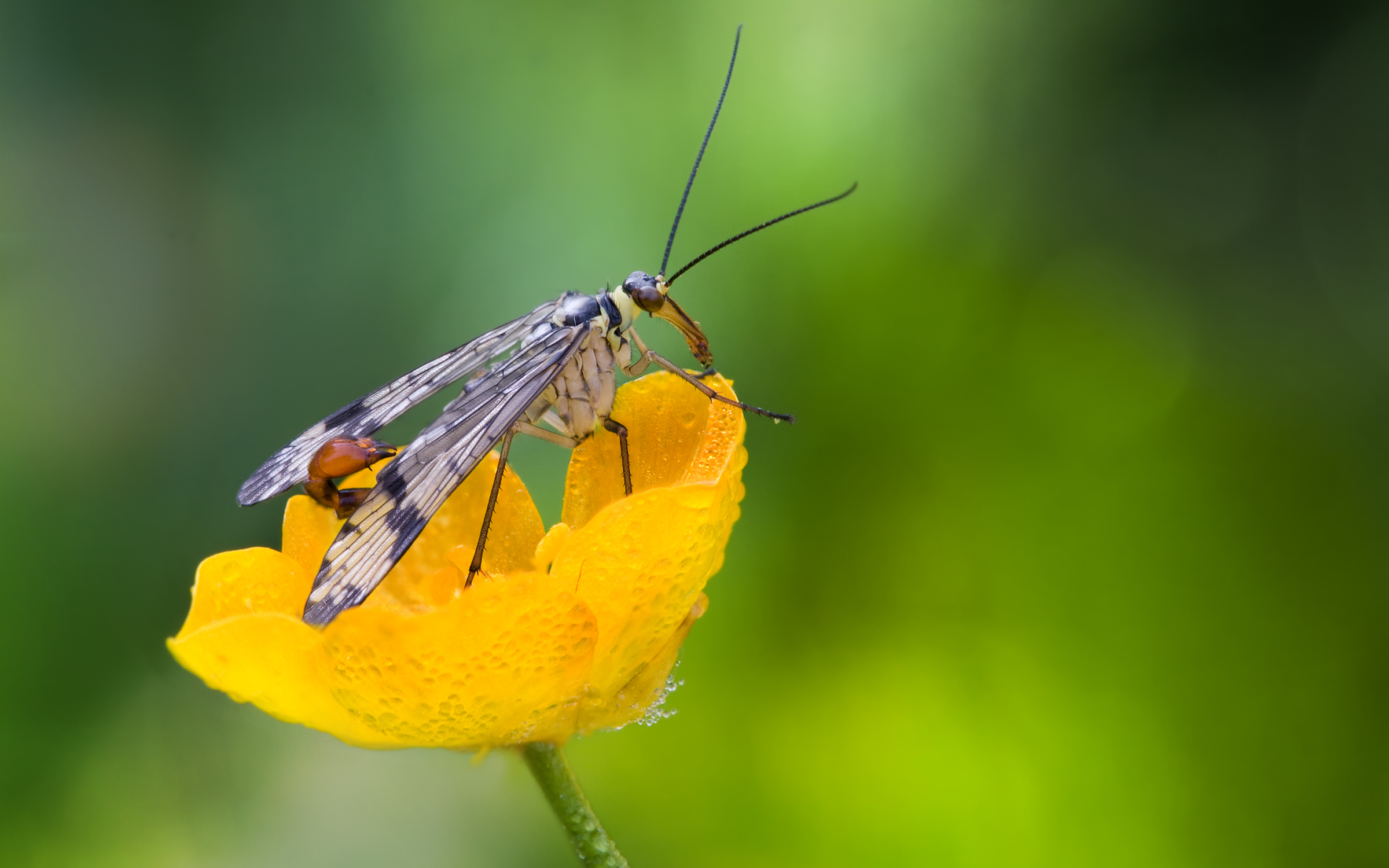